# 11765 Alfredfowler
11765 Alfredfowler este un asteroid din centura principală de asteroizi.

## Descriere
11765 Alfredfowler este un asteroid din centura principală de asteroizi. A fost descoperit pe 17 octombrie 1960 la Observatorul Palomar de Cornelis Johannes van Houten, Ingrid van Houten-Groeneveld și Tom Gehrels. Asteroidul prezintă o orbită caracterizată de o semiaxă mare de 2,33 ua, o excentricitate de 0,11 și o înclinație de 3,3° în raport cu ecliptica.